# Martwa cisza
Martwa cisza (ang. Dead Calm) – amerykańsko-australijski film fabularny (thriller) z 1989 roku, wyreżyserowany przez Australijczyka Phillipa Noyce’a z Nicole Kidman, Samem Neillem i Billym Zane'em w rolach głównych. Scenariusz filmu został oparty na powieści Charlesa Williamsa.

## Fabuła
Po tragicznym wypadku, w którym ginie syn Rae (Nicole Kidman) i Johna Ingram (Sam Neill), kobieta popada w depresję. John, chcąc oderwać żonę od bolesnych wspomnień postanawia wybrać się z nią w kilkutygodniowy rejs. Pewnego dnia podczas rejsu natrafiają na tonący jacht, z którego ratuje się tylko Hughie Warriner (Billy Zane). Rozbitek twierdzi, że jego jacht tonie, a wszyscy poza nim, zmarli w wyniku zatrucia pokarmowego. John nie ufa rozbitkowi, więc decyduje się na przeszukanie jego tonącej łodzi. Dowiaduje się, iż wydarzenia na jachcie miały zupełnie inny przebieg. Podczas nieobecności Johna, Hughie uprowadza łódź z Rae na pokładzie. John walczy o życie w tonącej łodzi, a jego żona musi się sama zmierzyć z psychopatą na pokładzie.